# My Body, the Hand Grenade
My Body, The Hand Grenade è l'unico album di raccolta del gruppo musicale statunitense Hole, pubblicato il 28 ottobre 1997 dalla City Slang.

## Descrizione
Prodotto da Eric Erlandson, l'antologia racconta l'intera storia delle Hole. Raccoglie rari singoli, outtakes e b-sides, registrazioni dal vivo ad alta qualità e tre esibizioni acustiche raccolte da Courtney Love ed Eric Erlandson.
I suoi brani più noti sono Beautiful Son, 20 Years In The Dakota, Miss World, versione demo della canzone che compare nell'album Live Through This.

## Tracce
Testi e musiche di Hole, eccetto dove indicato.
1. Turpentine (prima canzone registrata dal gruppo) – 4:00
2. Phonebill Song – 1:48
3. Retard Girl – 4:47
4. Burn Black – 4:56
5. Dicknail – 3:39
6. Beautiful Son – 2:30
7. 20 Years in the Dakota – 2:54
8. Miss World (versione demo) – 3:29
9. Old Age (outtake di Live Through This) – 4:23
10. Softer, Softest (dall'MTV Unplugged) – 3:47
11. He Hit Me (It Felt Like a Kiss) (dall'MTV Unplugged) – 3:44 (Gary Goffin, Carole King)
12. Season of the Witch (dall'MTV Unplugged) – 3:42 (Donovan Leitch)
13. Drown Soda (versione live) – 6:10
14. Asking for It (versione live) – 3:58

## Formazione
- Courtney Love – voce e chitarra
- Eric Erlandson – chitarra
- Jill Emery – basso
- Leslie Hardy – basso
- Kristen Pfaff – basso e cori
- Melissa Auf Der Maur – basso e cori
- Caroline Rue – batteria
- Patty Schemel – batteria